# Corleto Monforte
Corleto Monforte é uma comuna italiana da região da Campania, província de Salerno, com cerca de 742 habitantes. Estende-se por uma área de 58 km², tendo uma densidade populacional de 13 hab/km². Faz fronteira com Auletta, Petina, Polla, Roscigno, Sacco, San Pietro al Tanagro, San Rufo, Sant'Angelo a Fasanella, Sant'Arsenio, Teggiano.

## Demografia
| Variação demográfica do município entre 1861 e 2011                               |
|                                                                                   |
| Fonte: Istituto Nazionale di Statistica (ISTAT) - Elaboração gráfica da Wikipedia |